# Кристоф Вилибалд Глук
Кристоф Вилибалд Глук, (Ерасбах, 2. јул 1714 — Беч, 15. новембар 1787) немачки је композитор и диригент.
Био је композитор и диригент бечког двора, а касније ангажован у Паризу. Након раних опера у традиционалном стилу италијанске барокне опере, почео је у Бечу компоновати опере у којима напушта конвенционалне шеме и проводи реформу засновану на музичко-драмском јединству. У њима обрађује општељудска етичка начела, а стил је изградио синтезом елемената италијанске и француске опере, немачке песме и инструменталног стила. Утицао је на многе, италијанске, француске и немачке композиторе, а компоновао је око 100 опера, балете, инструменталних дела, оде и песме.

## Детињство и младост
Рођен је у малом баварском граду Ерасбаху (данашњем Берхингу) као најстарији од шесторо браће. Отац Алеxандер Јоханес Глук био је шумар и надгледник за сакупљање путарине града Ерасбаха и околних богатих црквених имања. Године 1711. његов се отац венчао с Маријом Валбург, а 1717. селе се у Чешку, где отац постаје главни шумар у служби принца Филипа Хyацинта вон Лобковица 1727. године. Глук је прво музичко образовање стекао као певач и свирач у црквама. Према Глуковим речима, отац није подржавао његов интерес за музику те је инсистирао да син крене очевим стопама, што је довело до сукоба између њих двојице.
Према различитим причама, због тог је сукоба Глук побегао из куће у Беч, где је живио певајући и свирајући по црквама и трговима, иако се већина његових биографа не слаже с овом верзијом догађаја. Одлазак из куће догодио се касније и Глук је отпутовао у Праг, где је од 1731. похађао филозофски факултет и стекао формално знање из метафизике, логике и математике. Свеучилиште је тада имало богату музичку сцену која је подразумевала италијанску оперу и ораторијум. Глук је након неког времена напустио свеучилиште без дипломе, а следећа историјска белешка спомиње га тек 1736. у Бечу.